# Metternich (famiglia)

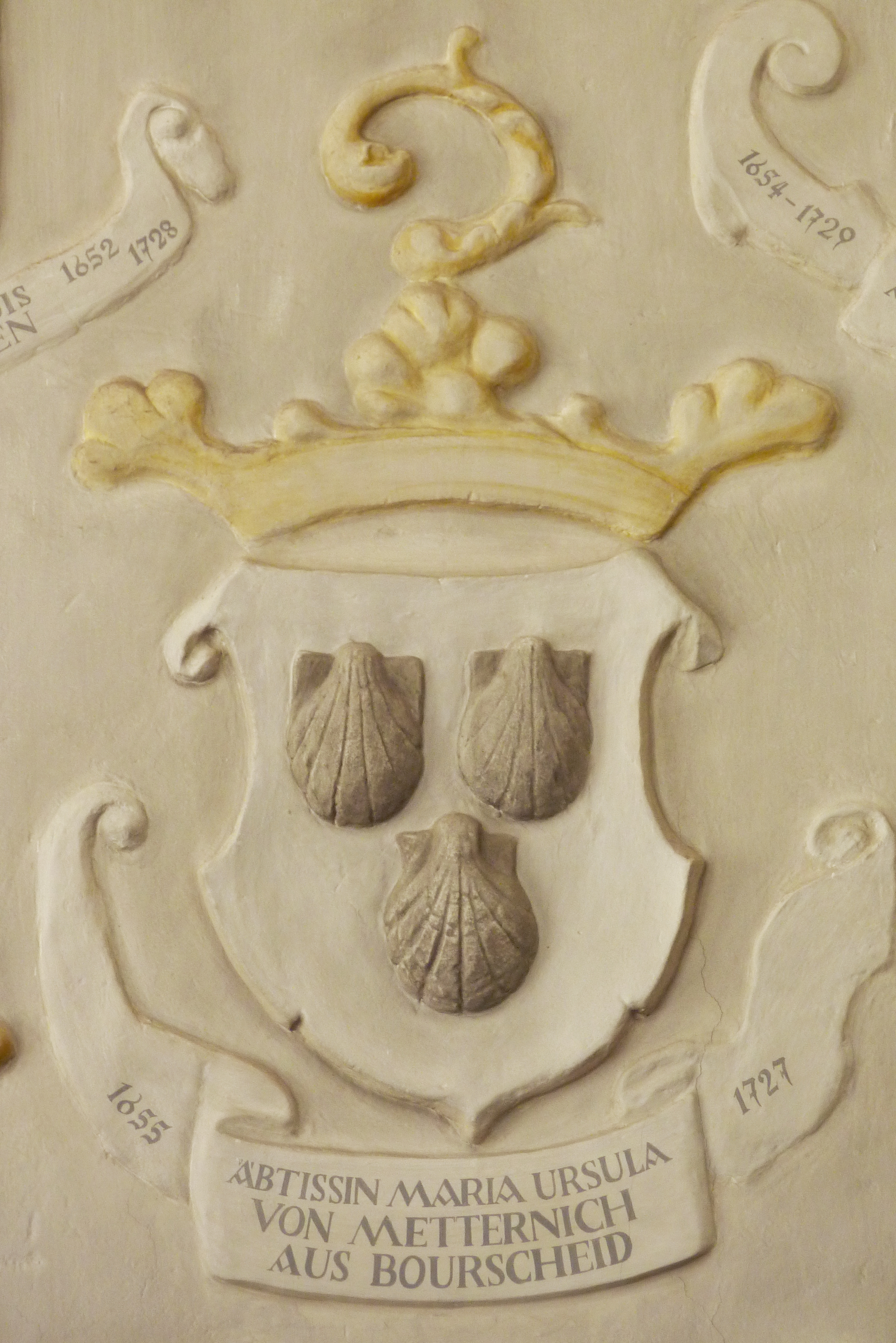
Stemma del Casato di Metternich nel monastero di Bernkastel-Kues

I Metternich sono una famiglia nobile tedesca, originaria del territorio della Renania, fiorita in seguito in Austria.
Tra gli esponenti più famosi di questa famiglia ricordiamo il principe Klemens von Metternich, cancelliere austriaco che guidò il Congresso di Vienna dopo la fine dell'epoca napoleonica.

## Storia

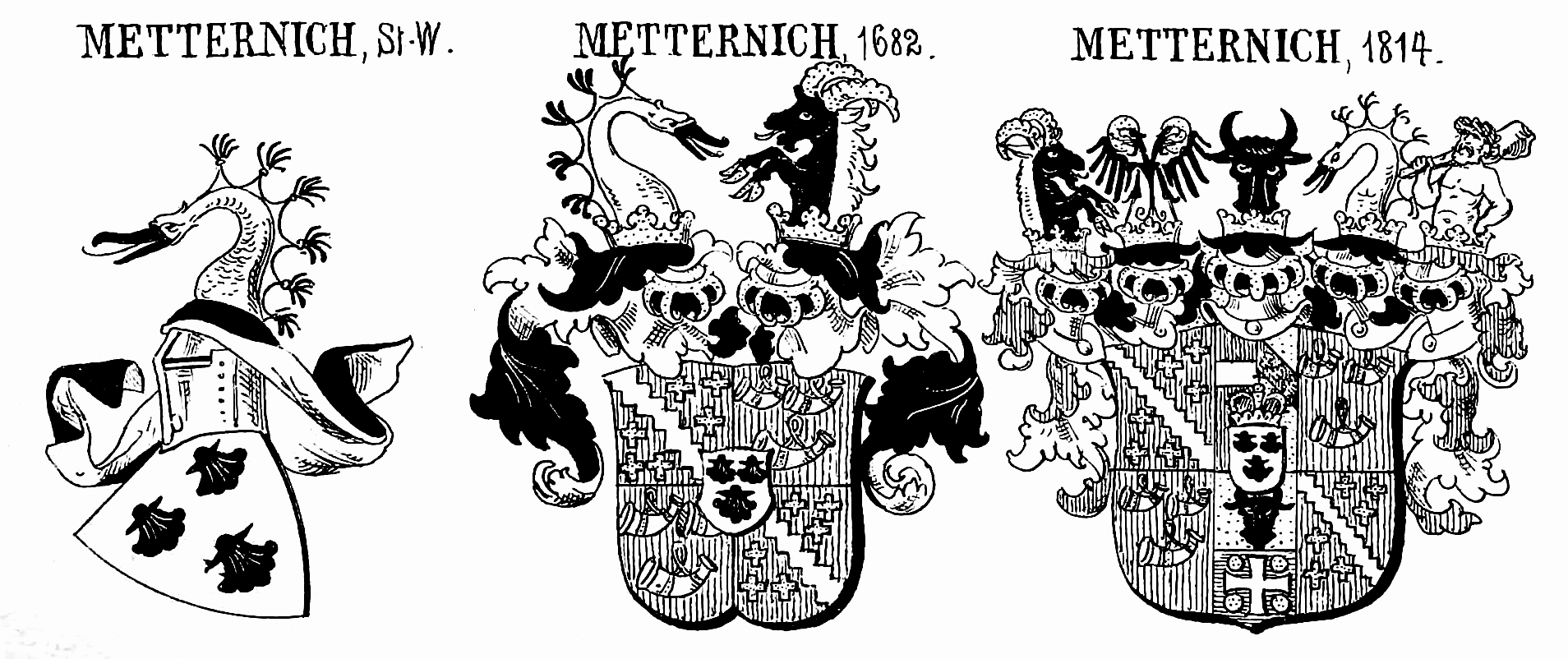
Evoluzione dello stemma dei Metternich

La casata dei Metternich si originò a sua volta da un ramo cadetto dei feudatari del borgo di Hemmerich (attuale distretto di Bornheim, presso Bonn). Diversi membri della famiglia furono strettamente legati all'arcidiocesi di Colonia di cui divennero ciambellani o arcivescovi. Le prime tracce di membri della famiglia risalgono al XIII secolo, ma successivamente essa si divise in una serie di rami che nel XVII secolo giunsero al numero di sette:
- Metternich-Burscheid
- Metternich-Winneburg-Beilstein
- Metternich-Chursdorf
- un ramo in Lorena
- un ramo nel ducato di Jülich
- un secondo ramo nel ducato di Jülich

### Metternich-Burscheid

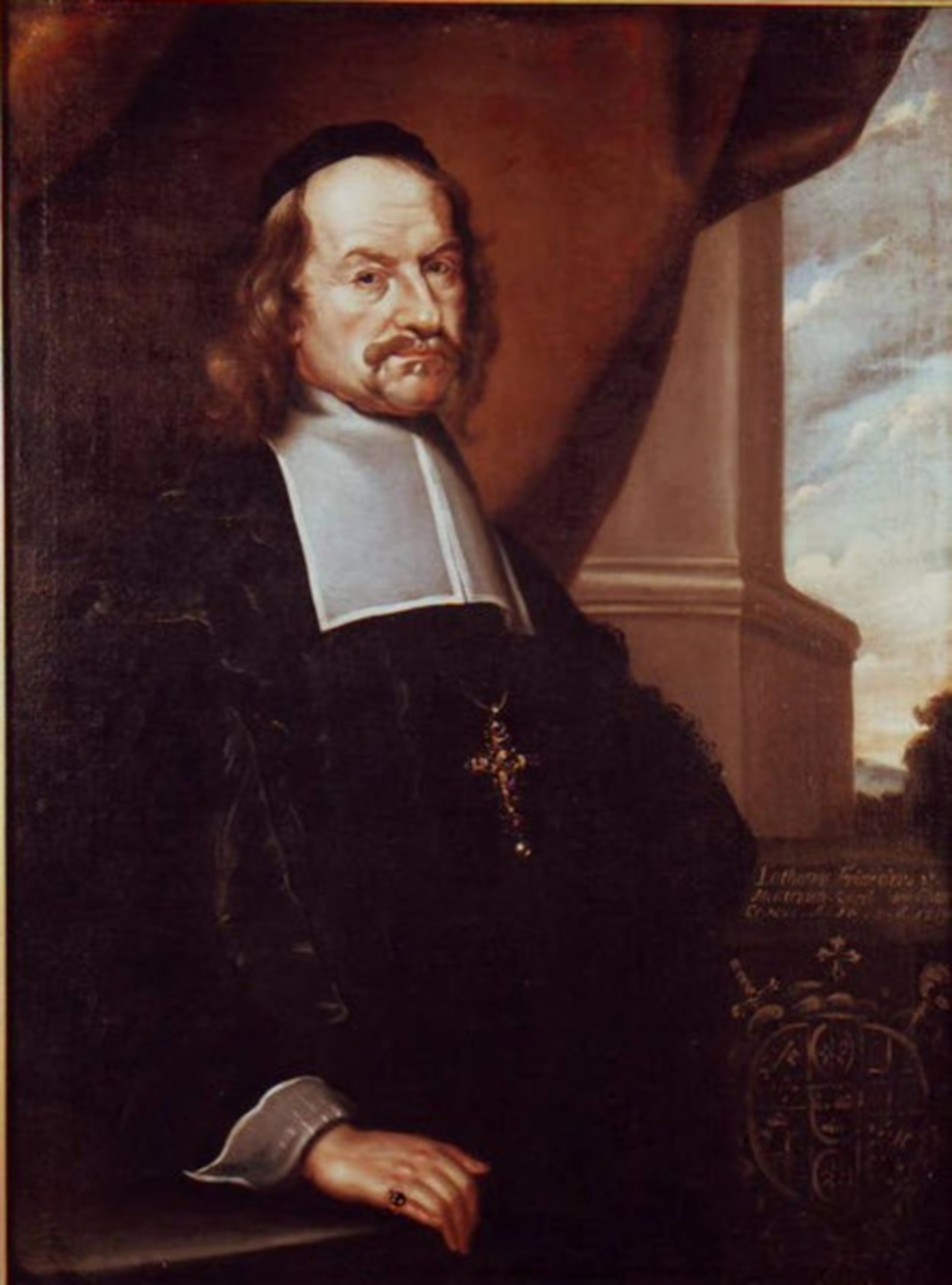
Lothar Friedrich von Metternich-Burscheid (1617–1675), arcivescovo di Magonza

Dieter von Metternich acquisì il feudo di Zievel per matrimonio nel 1494, e divenne feudatario di Burscheid. Suo figlio, anche lui nominato Dieter von Metternich (m. 1600) fu anche signore di Mersch e Esch-sur-Sûre. Suo nipote, Wolfgang Heinrich von Metternich (m. 1699) acquisì Dodenburg, Neckar, Steinbach e Densborn. Il fratello di quest'ultimo, Lothar Friedrich von Metternich-Burscheid fu arcivescovo di Magonza.

### Metternich-Chursdorf
Una seconda linea della famiglia, fondata dal barone Johann Reinhard von Metternich, governò il feudo di Chursdorf.  Questo ramo della famiglia si convertì al protestantesimo. Il figlio primogenito di Johann Reinhard Freiherr von Metternich, Ernst von Metternich, creato conte nel 1697, fu un soldato al servizio di Federico I di Prussia nonché membro del suo consiglio privato per il Brandeburgo. Ernst von Metternich venne coinvolto anche nella diplomazia di Federico I e mediò per l'acquisizione del feudo di Neuchâtel, oltre che negoziare il Trattato di Utrecht nel 1713. Il fratello di Ernst von Metternich, fu membro anch'egli del consiglio privato ma del Principato di Ansbach e dal 1726 divenne cancelliere della contea di Schwarzburg-Rudolstadt. Fu inoltre autore di una serie di testi di teosofia e alchimia.

### Metternich-Winneburg-Beilstein

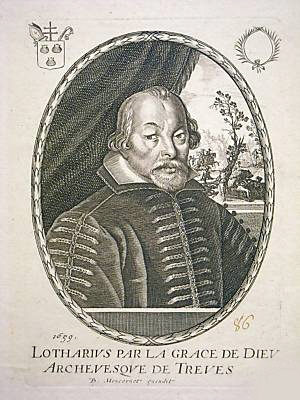
Lothar von Metternich (1551–1623), arcivescovo di Treviri

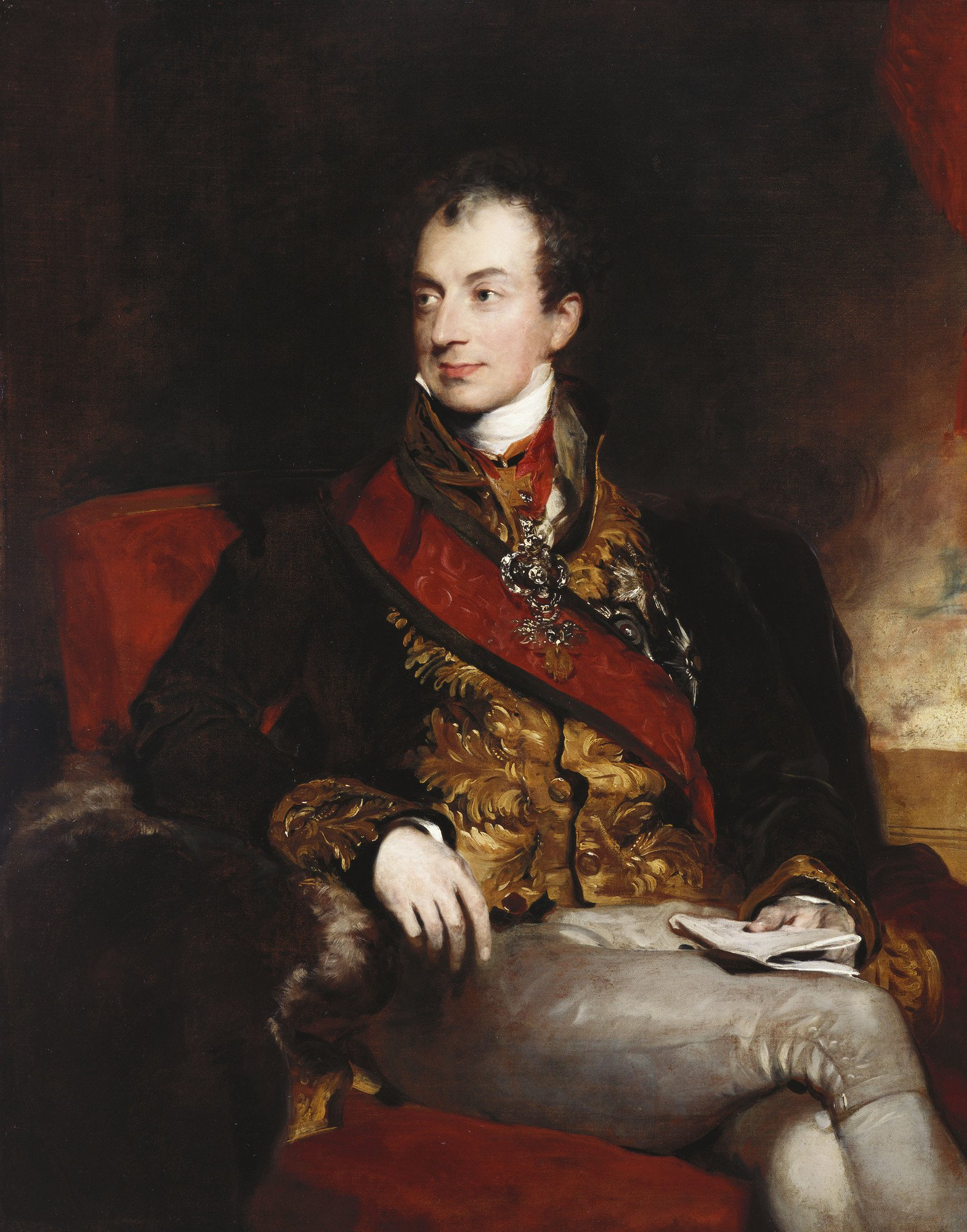
Klemens von Metternich (1773–1859)

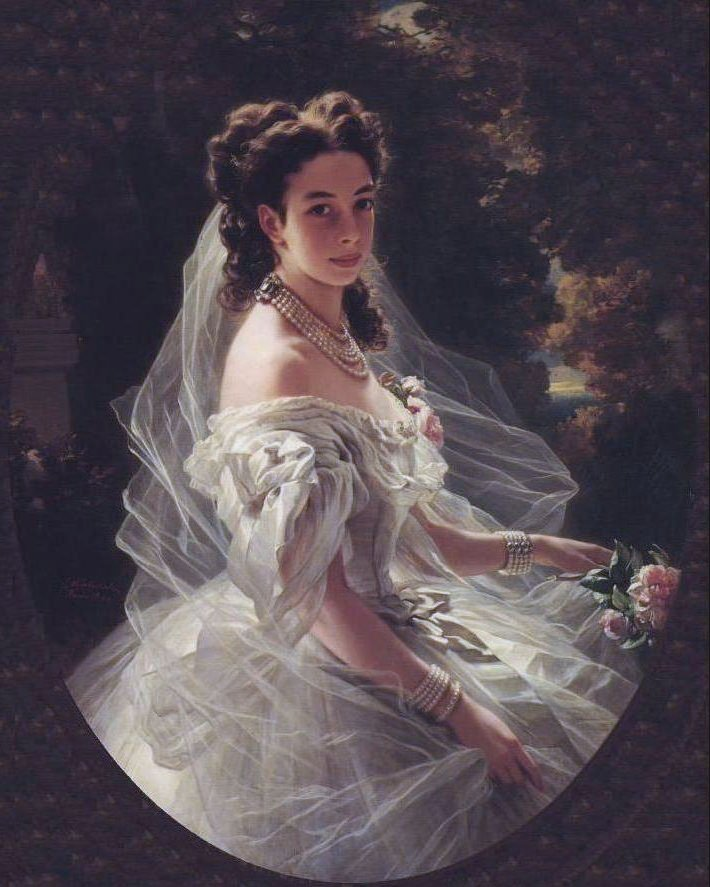
La principessa Pauline von Metternich (1836–1921)

Nel 1635, la famiglia dell'arcivescovo di Treviri, Lothar Johann Reinhard von Metternich (1515–1623), acquisì il feudo di Beilstein e la baronìa annessa col titolo di Metternich-Winneburg zu Beilstein. Il titolo venne aumentato a conte nel 1679. I nipoti di Lothar Johann Reinhard von Metternich, Karl von Metternich ed Emmerich von Metternich, si opposero fieramente alle politiche del nuovo arcivescovo Philipp Christoph von Sötern.
Nel 1623-30, il quartiermastro generale imperiale Lothar von Metternich e suo fratello Wilhelm acquisirono le signorie dei villaggi di Lázně Kynžvart e di Metternich presso Coblenza. Il primogenito di Wilhelm, Karl Heinrich von Metternich-Winneburg fu arcivescovo di Magonza e vescovo di Worms dal 1679. Il figlio minore, Philip Emmerich von Metternich (m. 1698), venne elevato al rango di conte. L'ultimo conte della linea di Metternich-Winneburg fu Franz Georg Carl Joseph Johann Nepomuk von Metternich-Winneburg (1746-1818), ambasciatore imperiale, che perse i propri possedimenti in favore della Francia per via del Trattato di Lunéville del 1801. Come ricompensa, in seguito al Reichsdeputationshauptschluss del 1803, l'imperatore Francesco II del Sacro Romano Impero gli concesse i territori ed il titolo dell'ormai mediatizzata Abbazia di Ochsenhausen e lo elevò al rango di principe del Sacro Romano Impero con seggio alla Dieta imperiale, tuttavia il principato sovrano di Ochsenhausen fu poi annesso nel 1806 al nuovo Regno di Württemberg. Anche grazie al nuovo status principesco la figlia di Franz Georg, la principessa Pauline Kunigunde sposò poi il principe e duca Ferdinando Federico Augusto di Württemberg (fratello di re Federico I di Württemberg, nonché cognato dello stesso imperatore Francesco II e zio dell'imperatore Alessandro I di Russia).
Il figlio ed erede di Franz Georg, Klemens von Metternich lavorò anch'egli al servizio della monarchia asburgica (divenuta poi Impero austriaco) e fu tra i principali diplomatici della sua epoca. Guidò il Congresso di Vienna e fu cancelliere dell'Impero dal 1821 al 1848. Acquisì il Castello di Johannisberg a Rheingau.
Suo figlio, Richard von Metternich sposò sua nipote, la principessa Pauline von Metternich (Pauline era figlia della sorellastra di Richard, Leonore, figlia di primo letto di Klemens).
Richard e Pauline von Metternich ebbero tre figlie ma nessun maschio e pertanto alla morte di Richard, il titolo di principe passò al suo fratellastro Paul von Metternich (1834–1906). Il titolo passò quindi alla morte di questi a suo figlio, Klemens Wenzel von Metternich (1869–1930). Suo figlio, Paul Alfons von Metternich-Winneburg (1917–1992) fu presidente dell'ADAC. Con la sua morte, non avendo avuto eredi, il titolo si estinse. Nel 1974, per ristrettezze economiche, era stato costretto a vendere il Castello di Johannisberg alla famosa industria vinicola della famiglia Oetker.
Il nome di famiglia (senza i titoli annessi) è invece stato trasmesso a Franz-Albrecht Metternich-Sándor (1920–2009), la cui madre era diretta discendente di Klemens von Metternich. Franz Albrecht Metternich-Sándor, figlio di Vittorio III, duca di Ratibor e principe di Corvey (ramo collaterale della casata principesca degli Hohenlohe) ha ereditato inoltre i titoli di suo padre. Il primogenito di Franz Albrecht è Viktor Metternich-Sándor (n. 1964) che ha ottenuto tutti i titoli paterni alla morte di questi.

### Albero genealogico del ramo Metternich-Winneburg-Beilstein
|         |               |                          |                       |                       |                   |
|         |               |                          |                       |                       |                   |
|         |               |                          |                       |                       |                   |
|         |               |                          |                       |                       |                   |
| Wilhelm | Wilhelm       | Lothar                   | Lothar                |                       |                   |
|         |               |                          |                       |                       |                   |
|         |               |                          |                       |                       |                   |
|         | Karl Heinrich | Karl Heinrich            | Philip Emmerich -1698 | Philip Emmerich -1698 |                   |
|         |               |                          |                       |                       |                   |
|         |               |                          |                       |                       |                   |
|         |               |                          | ...                   |                       |                   |
|         |               |                          |                       |                       |                   |
|         |               |                          |                       |                       |                   |
|         |               |                          | Franz George Karl     |                       |                   |
|         |               |                          |                       |                       |                   |
|         |               |                          |                       |                       |                   |
|         |               |                          | Klemens 1773-1859     |                       |                   |
|         |               |                          |                       |                       |                   |
|         |               |                          |                       |                       |                   |
|         |               | Paul 1834-1906           | Paul 1834-1906        | Richard 1829-1895     | Richard 1829-1895 |
|         |               |                          |                       |                       |                   |
|         |               |                          |                       |                       |                   |
|         |               | Klemens Wenzel 1869-1930 |                       |                       |                   |
|         |               |                          |                       |                       |                   |
|         |               |                          |                       |                       |                   |
|         |               | Paul Alfons 1917-1992    |                       |                       |                   |